# The Code Project
Code Project — вебсайт [Архівовано 21 лютого 2011 у Wayback Machine.] англійською мовою, який містить статті, призначені в першу чергу для програмістів, що створюють програми для операційних систем сімейства Microsoft Windows.  Знадіб для статей в більшості своїй створюється самими користувачами, а не береться з зовнішніх джерел.  Майже кожна стаття супроводжується вихідним текстом програми і прикладом, які можна завантажити.  На сайті використовуються системи рейтингу і коментарів, які допомагають відокремлювати хороші статті від поганих.

## Категорії статей
Статті на сайті «Code Project» відносяться до однієї з наступних категорій:
- Прикладні програми
- Вебдодатки
- Корпоративні інформаційні системи
- Мультимедіа
- Бази даних
- Фреймворки, системи та бібліотеки
- Мови програмування
- Загальні питання програмування
- Графічний дизайн
- Життєвий цикл програмного забезпечення

## Мови програмування
Програми наведені в статтях в основному написані на одній з наступних мов програмування: Сі/C ++ (основний акцент зроблений на використанні з Microsoft Foundation Classes ), C #, Visual Basic, Java, ASP, AJAX, SQL.

## Створення статей
Як тільки користувач зареєструється на вебсайті «Code Project», він може створювати свої власні статті.  Нова стаття або проходить через модерацію і редагування, або відразу публікується маючи статус невідредагованої статті.

## Форум
На сайті існує досить активний форум, який є відповідним ресурсом для вирішення складних проблем розробки програмного забезпечення.